# Comunidad urbana del Gran Reims
La Comunidad urbana del Gran Reims (Communauté urbaine du Grand Reims) se sitúa en Marne (Gran Este) y está compuesta por 143 comunas y 300 000 habitantes. Su sede está ubicada en Reims y su presidente es Catherine Vautrin desde 2014.